# ルテティア (小惑星)

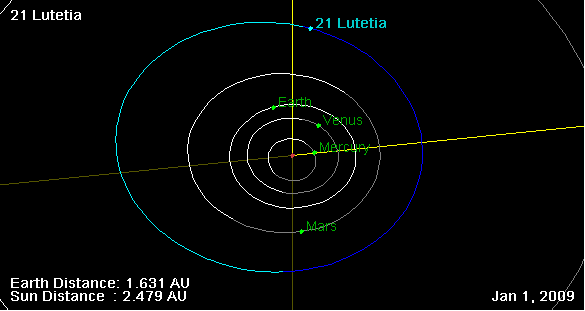
ルテティアの軌道

ルテティア (21 Lutetia) は、太陽系に存在する比較的大きな小惑星の1つであり、火星と木星の間の軌道を公転している。1852年に、ドイツ人天文学者のヘルマン・ゴルトシュミットによって発見された。比較的早い時期に軌道も確定され、与えられた小惑星番号は「21」である。
この名前は発見地であるフランスの首都パリの基礎となったガリア地方の町ルテティアのラテン語表記に由来する。

## 探査
ヨーロッパの彗星探査機のロゼッタがチュリュモフ・ゲラシメンコ彗星へと向かう途中、2010年7月10日18時10分（CEST）に、ルテティアまで3162 kmに接近した。このフライバイの際に、ルテティアを撮影した。これがM型小惑星に対して、人類が初めて近接探査を行った事例である。

## 地形
2011年3月に、国際天文学連合の惑星システム命名ワーキンググループ (WGPSN) により正式にルテティアの地形が命名された。命名の由来となったルテティアは古代ローマ時代の都市であるため、クレーターにはローマ帝国及びその周辺の当時の地名が、領域 (Region) には発見者ゴルトシュミット及びローマ帝国時代の属州の名が、そして他の地形にはローマ帝国及びその周辺地域の川の当時の名が付けると決定された。
クレーターにはローマ、ルグドゥヌム、マッサリア、ボンナなどが命名されている。

### クレーター
ルテティアのクレーターの名は、ローマ帝国と周辺の地名に由来する。
| 地名                      | 由来                 |
| ------------------------- | -------------------- |
| バガクム (Bagacum)        | バヴェ               |
| バシリア (Basilia)        | バーゼル             |
| ボンナ (Bonna)            | ボン                 |
| ブルディガラ (Burdigala)  | ボルドー             |
| フロレンティア(Florentia) | フィレンツェ         |
| ガウディアコ (Gaudiaco)   | ジュエ＝レ＝トゥール |
| ゲヌア (Genua)            | ジェノヴァ           |
| ゲルンダ (Gerunda)        | ジローナ             |
| ラウリアクム (Lauriacum)  | エンス               |
| ルグドゥヌム (Lugdunum)   | リヨン               |
| マスシリア (Massilia)     | マルセイユ           |
| ニカエア (Nicaea)         | ニース               |
| パタヴィウム (Patavium)   | パドヴァ             |
| ローマ (Roma)             | ローマ               |
| サロマクス (Salomacus)    | サレス               |
| ソロナ (Salona)           | ソリン               |
| シラクサエ (Syracusae)    | シラクサ             |
| トレトゥム (Toletum)      | トレド               |
| トゥリクム (Turicum)      | チューリッヒ         |

### 尾根
ルテティアの尾根の名は、ローマ帝国の川に由来する。
| 地名                            | 由来         |
| ------------------------------- | ------------ |
| ティキヌム尾根 (Ticinum Dorsum) | ティチーノ川 |

### 地溝帯
ルテティアの地溝帯の名は、ローマ帝国の川に由来する。
| 地名                           | 由来     |
| ------------------------------ | -------- |
| ヒベルス地溝帯 (Hiberus Fossa) | エブロ川 |
| セクアナ地溝帯 (Sequana Fossa) | セーヌ川 |

### 谷
ルテティアの谷の名は、ローマ帝国の川に由来する。
| 地名                         | 由来       |
| ---------------------------- | ---------- |
| ロダヌス谷 (Rhodanus Rimae)  | ローヌ川   |
| ティベリス谷 (Tiberis Rimae) | テヴェレ川 |

### 地すべり地形
ルテティアの地すべり地形の名は、ローマ帝国の川に由来する。
| 地名                                      | 由来       |
| ----------------------------------------- | ---------- |
| ダヌヴィウス地すべり地形 (Danuvius Labes) | ドナウ川   |
| ガルリクム地すべり地形 (Gallicum Labes)   | ガリェゴ川 |
| サルヌス地すべり地形 (Sarnus Labes)       | サルノ川   |

### 断崖
ルテティアの断崖の名は、ローマ帝国の川に由来する。
| 地名                      | 由来     |
| ------------------------- | -------- |
| グラナ断崖 (Glana Rupes)  | グロン川 |
| レヌス断崖 (Rhenus Rupes) | ライン川 |

### 地域
ルテティアの地域の名は、ローマ帝国の属州に由来する（ゴルトシュミット地域のみ発見者にちなむ）。
| 地名                                     | 由来                       |
| ---------------------------------------- | -------------------------- |
| アチャイア地域 (Achaia Regio)            | アカエア                   |
| バエティカ地域 (Baetica Regio)           | ヒスパニア・バエティカ     |
| エトルリア地域 (Etruria Regio)           | エトルリア                 |
| ゴルトシュミット地域 (Goldschmidt Regio) | ヘルマン・ゴルトシュミット |
| ナルボネンシス地域 (Narbonensis Regio)   | ガリア・ナルボネンシス     |
| ノリクム地域 (Noricum Regio)             | ノリクム                   |
| パンノニア地域 (Pannonia Regio)          | パンノニア                 |
| ラエティア地域 (Raetia Regio)            | ラエティア                 |